# Joljamil
Joljamil är en ort i Mexiko.   Den ligger i kommunen Tumbalá och delstaten Chiapas, i den sydöstra delen av landet, 800 km öster om huvudstaden Mexico City. Joljamil ligger 1 173 meter över havet och antalet invånare är 522.
Terrängen runt Joljamil är kuperad åt nordväst, men åt sydost är den bergig. Runt Joljamil är det ganska tätbefolkat, med 149 invånare per kvadratkilometer. Närmaste större samhälle är Yajalón, 10,0 km söder om Joljamil. I omgivningarna runt Joljamil växer i huvudsak städsegrön lövskog.